# Wymysłów (gmina Kije)
Wymysłów – wieś w Polsce, położona w województwie świętokrzyskim, w powiecie pińczowskim, w gminie Kije.
| SIMC    | Nazwa  | Rodzaj    |
| ------- | ------ | --------- |
| 0243323 | Piaski | część wsi |

W latach 1975–1998 miejscowość należała administracyjnie do województwa kieleckiego.